# Callobius koreanus
Callobius koreanus là một loài nhện trong họ Amaurobiidae.
Loài này thuộc chi Callobius. Callobius koreanus được Kap Yong Paik miêu tả năm 1966.